# Ohrenspitzen
Die Ohrenspitzen sind drei Berggipfel an der Grenze zwischen Osttirol (Österreich) und Südtirol (Italien). Die Bergkette besteht von Westen nach Osten aus der Kleinen Ohrenspitze (2938 m ü. A.), der Mittleren Ohrenspitze (3005 m ü. A.) und der Großen Ohrenspitze (3101 m ü. A.). Die nach Südtirol abfallenden Flanken liegen im Naturpark Rieserferner-Ahrn, die Osttiroler Anteile sind im Nationalpark Hohe Tauern unter Schutz gestellt.

## Anstiegsmöglichkeiten
Die Anstiege auf die Ohrenspitzen sind unmarkiert und können nur durch Kletterei in unterschiedlichen Schwierigkeitsgraden erreicht werden. Ausgangspunkt für die Ersteigung der Ohrenspitzen ist in der Regel die Barmer Hütte. Ebenso ist ein Anstieg über den Staller Sattel (Jägerscharte) oder den Antholzer See (Riepenscharte) möglich.
Die Große Ohrenspitze kann über die Remscheidscharte (auch Ohrenscharte genannt) von der Barmer Hütte in etwa zwei Stunden Kletterei erklommen werden. Einige Stellen weisen den zweiten Schwierigkeitsgrad auf. Eine weitere Anstiegsmöglichkeit zur Großen Ohrenspitze besteht in drei bis vier Stunden über die Jägerscharte. Hier folgt der Anstieg dem Gratverlauf, der Kletterstellen bis zum vierten Grad aufweist. Die Kleine Ohrenspitze, ein ausgesetzter Gipfel, ist in zwei Stunden von der Riepenscharte in leichter Kletterei des ersten und zweiten Schwierigkeitsgrads zu erreichen. Die Mittlere Ohrenspitze kann in etwa zwei Stunden von der Remscheidscharte bestiegen werden. Der Anstieg weist ausgesetzte und brüchige Kletterstellen auf.

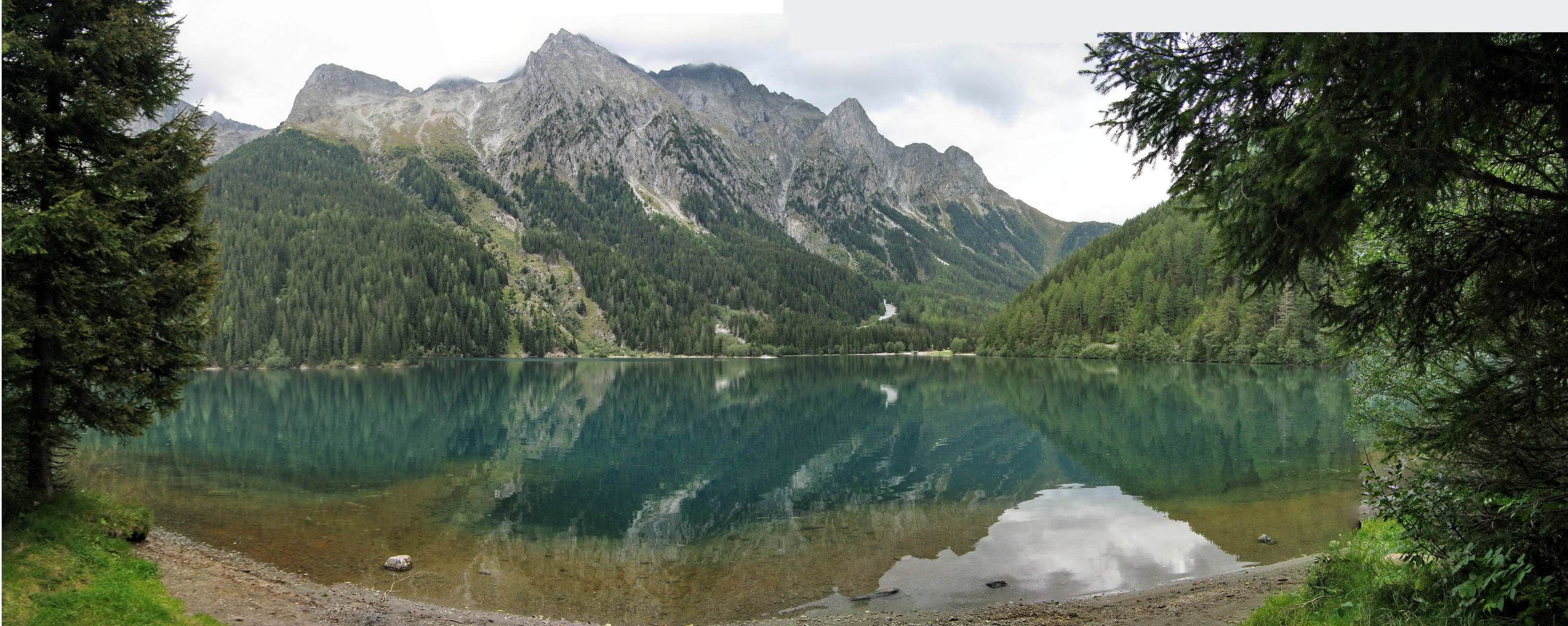
Von Süden (Antholzer See)
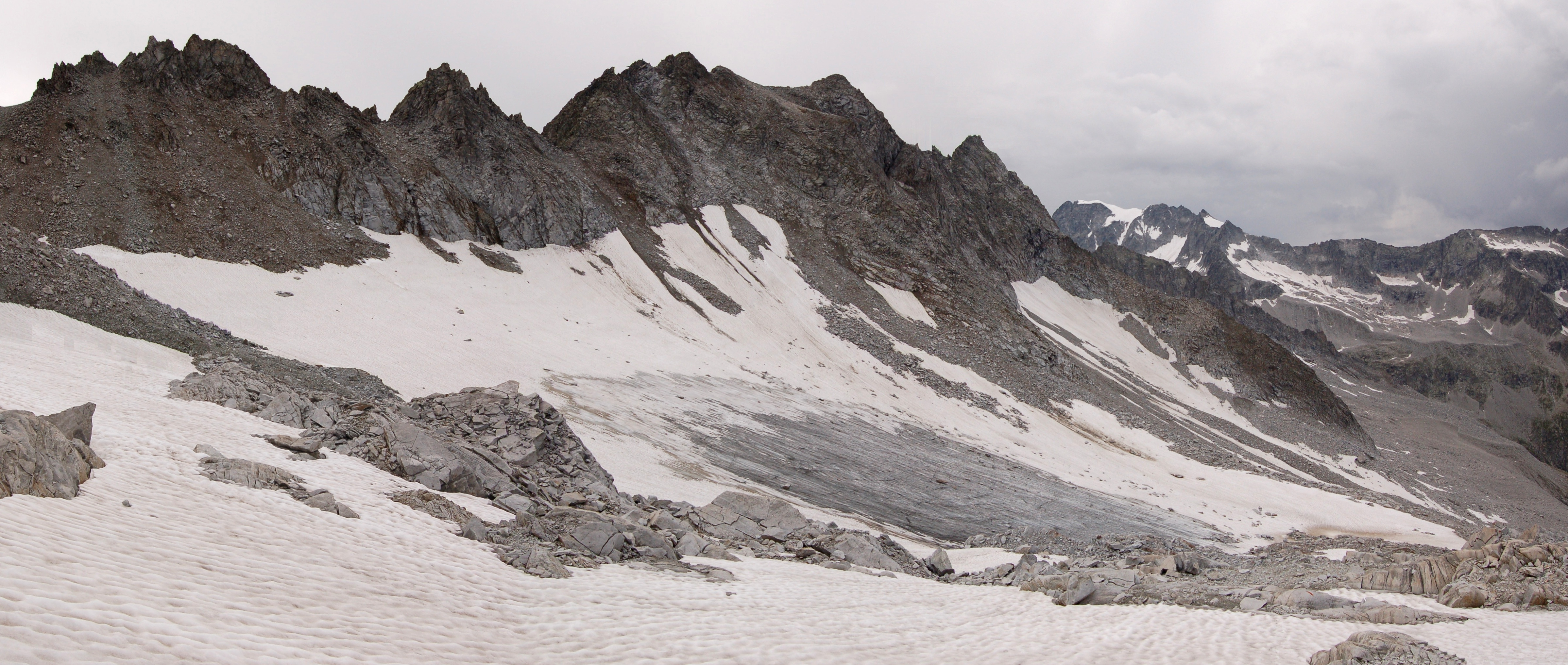
Ostgipfel der Großen Ohrenspitze von Osten